# Investment Közutasok Kaposvári TK
Az Investment Közutasok Kaposvári TK Kaposvár tekeklubja, amely a Positive Adamsky Szuperligában szerepel.

## Elnevezései
Teljes nevének (Investment Közutasok Kaposvári TK) használata a köznyelvben ritka, a médiában inkább csak Kaposvárként hivatkoznak.

## Története
Az Investment Közutasok Kaposvári TK (Közutasok Kaposvári Tekeklub) 1989-ben alakult, jelenlegi elnöke Kálny Krisztián.
Nagyon sok híres játékos került ki innen számos egyesületbe, akár bel- vagy külföldre egyaránt, mint Kiss Tamás, Kiss Norbert, Kozma Károly, és még számos más játékos.

## Pálya
2020. augusztus 8-án felavatták az Investment Közutasok Kaposvári TK pályáját, amit 2019-ben hoztak át Győrből a 2013-as zalaegerszegi vb-ről megmaradt pálya részeként. A pálya modern, a német Pauly Kegelbahnen GmbH és a szlovák Zako cégei újították fel, és festették át a mai színére. 2020. augusztus 8-án egy felavató mérkőzést rendeztek ennek tiszteletére, egy 6x6 fős meccset terveztek, de csak 4x4 fős lett, ami csak kaposváriakból áll. A felavatón Kaposvár polgármestere, Szita Károly is megjelent.

## Világbajnokokat igazolt a Kaposvár!
2022. július 1-jén jelentette be Wagner Mihály elnök, hogy 4 db új játékost igazolt a klub. Az új játékosok híres klubokból érkeztek.
Brancsek János
Korábbi csapat: Zengő Alföld Szegedi TE
Botházy Péter
Korábbi csapat: Ferencvárosi TC
Juhász Bence
Korábbi csapat: Ferencvárosi TC
Kovács Gábor
Korábbi csapat: Ferencvárosi TC
Az elnök emellé még azt tette hozzá, hogy 2. csapatot is indítanak, ami az NB II. Nyugati csoportjában fog szerepelni.

## Játékoskeret
Utolsó módosítás: 2024. május 13.
A dőlttel jelzett játékosok ifjúsági válogatottsággal rendelkeznek
| Név                 | Nemzetiség   | Születési hely | Születési idő | Korábbi csapat     |
| ------------------- | ------------ | -------------- | ------------- | ------------------ |
| Ifjúsági játékosok  |              |                |               |                    |
| Balogh Kristóf      | Magyarország | Kaposvár       | 2005.03.02.   | Nincs              |
| Horváth Ákos        | Magyarország | Nem publikus   | Nem publikus  | Nincs              |
| Juhász Bence        | Magyarország | Nem publikus   | 2001.09.03.   | Ferencvárosi TC    |
| Leposa Olivér       | Magyarország | Kaposvár       | 2005.01.03.   | Nincs              |
| Ripli Benedek       | Magyarország | Kaposvár       | 2000.06.23.   | Nincs              |
| Sziklási Tibor      | Magyarország | Székesfehérvár | 2004.10.09    | Köfém SC           |
| Felnőtt játékosok   |              |                |               |                    |
| Botházy Péter       | Magyarország | Budapest       | 1979.01.21.   | Ferencvárosi TC    |
| Bóka Ákos           | Magyarország | Kaposvár       | Nem publikus  | Nem publikus       |
| Farkas Sándor       | Magyarország | Budapest       | 1968.07.23.   | Ferencvárosi TC    |
| ifj. Horváth László | Magyarország | Kaposvár       | 1972.12.11.   | Nincs              |
| Juhász Bence        | Magyarország | Nem publikus   | 2001.09.03.   | Ferencvárosi TC    |
| Kálny Krisztián     | Magyarország | Kaposvár       | Nem publikus  | Nincs              |
| Kovács Gábor        | Magyarország | Sopron         | 1976.08.26.   | Ferencvárosi TC    |
| Nagy Gergő          | Magyarország | Nem publikus   | Nem publikus  | Nagyatád Vencel TK |
| Németh Máté         | Magyarország | Pápa           | 1998.10.24.   | Győr-SZOL TC       |
| Pintér György       | Magyarország | Kaposvár       | Nem publikus  | ESV Leoben         |